# Kamienica przy Rynku 33 we Wrocławiu
Kamienica przy Rynku 33 – kamienica na wrocławskim rynku, na jego wschodniej pierzei, na tzw. stronie Zielonej Trzciny (niem. Grüne-Rohr-Seite) lub Zielonej Rury, przy skrzyżowaniu z ulicą Kurzy Targ.

## Historia i architektura kamienicy

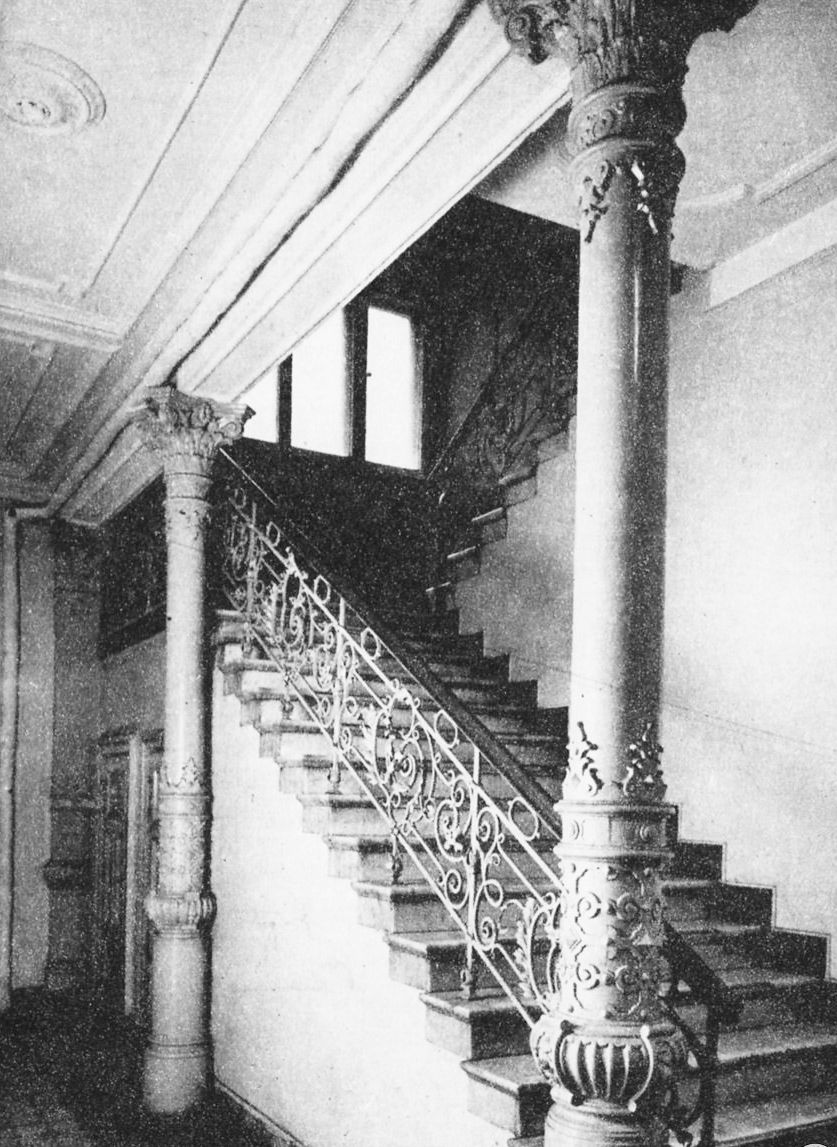
Sień w kamienicy nr 33 z 1896 r. z widocznymi elementami dekoracyjnymi

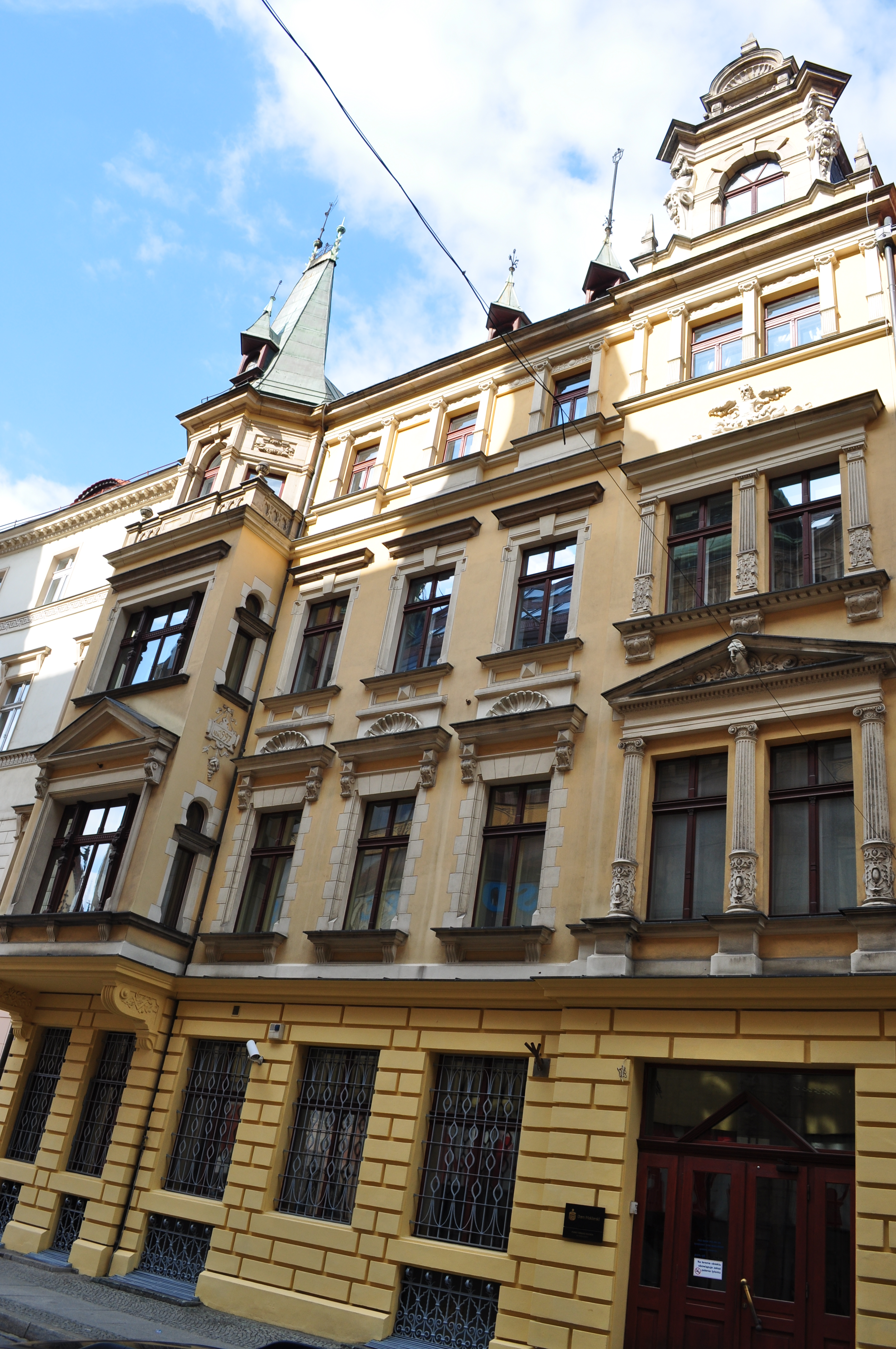
Kamienica nr 33, widok od ulicy Kurzy Targ; w tym miejscu stały wcześniej kamienice Kurzy Targ 6,7,8

Parcela narożna została wytyczona już w pierwszej połowie XIII wieku. Prawdopodobnie miała ona formę wieży o czym świadczy wysokość ścian i obecność szerokich odsadzek na każdej kondygnacji budynku. Na niej wzniesiono dwukondygnacyjny budynek murowany w stylu romańskim. W XVI wieku kamienica została przebudowana, a z tego okresu zachował się portal z medalionami i kolumna międzyokienna.
Kolejna przebudowa miała miejsce po 1794 roku; powstała wówczas fasada zachowała się do czasów współczesnych i stanowi jeden z najlepiej zachowanych przykładów neoklasycyzmu berlińskiego. Jego projektantem był Carl Gotthard Langhans. Część parterowa i pierwszego pietra została wówczas wyboniowana: na parterze szerokimi pasami, wyżej węższymi; wyboniowany został również cały narożnik od strony ulicy Kurzy Targ. Od strony Rynku okna zostały wpasowane w płaskie wnęki arkadowe. Na pierwszym piętrze, od strony ulicy Kurzy Targ umieszczono okno arkadowe, ujęte parami rozstawionych kolumn, a nad nimi, na wysokość dwóch kondygnacji, znajdowała się płytka wnęka zakończona dekorowanym półkolem.
W 1836 roku kamienica przeszła na własność kupieckiego rodu Heimannów, Ernsta Heimana, twórcy Bankhaus Heinrich Heimann (Prywatnego Domu Bankowego) w 1819 roku; kamienica była własnością rodu Heimannów do 1945 roku.
W 1867 roku budynek został poddany gruntownej przebudowie. Autorem prac projektowych był Albert Grau. Heinrich Heimann zakupił dodatkowo trzy przylegające kamienice nr 6, 7, 8 na Kurzym Targu, które zostały wewnętrznie skomunikowane.
W 1896 roku wykonano kolejne prace budowlane również pod okiem Alberta Grau, a wyposażenie wnętrz domów, według historyka sztuki Łukasza Krzywki, zostało zaprojektowane wzorując się na pałacach łódzkich fabrykantów. Kamienice 6, 7, 8 na Kurzym Targu zostały wyburzone, a w ich miejsce wzniesiono czterokondygnacyjną, pięcioosiową kamienicę pokrytą trzykondygnacyjnym wykuszem utrzymanym w stylu późnego francuskiego renesansu z charakterystyczną wieżyczką. W piwnicy kamienicy ulokowano skarbiec (po 1914 dwupoziomowy) oraz wzniesiono wspólną klatkę schodową z kamienicą nr 6 na Kurzym Targu.
W 1912 roku, kolejny potomek rodu Heimannów, Georg Heimann za sprawą berlińskiej spółki Bielenburg & Moser, a pod okiem wrocławskich architektów ze spółki Simon & Halfpaap, przeprowadził prace modernizacyjne w kamienicy; wyburzył kamienicę nr 34, a na jej miejsce wybudował nową kamienicę w formie eklektyzmu, podobny styl nadał kamienicy nr 33 i 6 na Kurzym Targu. Pierwotny projekt zakładał wyburzenie dwóch kamienic nr 33 i 34 oraz trzech budynków przy Kurzy Targ 6, 7, 8, a w ich miejsce wzniesienie jednego potężnego budynku. Z powodu kryzysu wywołanego I wojną światową plany zostały zredukowane do wyburzenia jedynie kamienicy nr 34 i połączenia wszystkich budynków w jeden kompleks biznesowy. Sala na parterze w kamienicy 33 była wykonana w stylu secesyjnym i posiadała szklany dach. We wszystkich pomieszczeniach umieszczono stiukowe polichromowane plafony z końca XIX wieku; w pomieszczeniach zachowały się również różne elementy neorenesansu, neorokoka i neoklasycyzmu. Górne partie kamienicy miały charakter mieszkalny. Od strony Rynku, z lewej strony fasady znajduje się renesansowy portal z oszklonymi i zakratowanymi drzwiami.

## Po II wojnie światowej
W wyniku działań wojennych w 1945 roku kamienica nie uległa dużym zniszczeniom, ale często zmieniające się instytucje zajmujących pomieszczenia na parterze doprowadziły kamienicę do ruiny. Od 1992 roku w kamienicy rozpoczęły się prace renowacyjne, dzięki czemu odzyskała ona swój wcześniejszy, neoklasycystyczny wygląd. Od 1995 roku w kamienicy znajduje się Bank PKO BP.